# Cleopatra grandidieri
Cleopatra grandidieri é uma espécie de gastrópode da família Thiaridae
É endémica de Madagáscar.